# Granja de Valdefuentes
La Granja de Valdefuentes es un palacio del municipio español de Guadalupe, en la provincia de Cáceres.

## Descripción

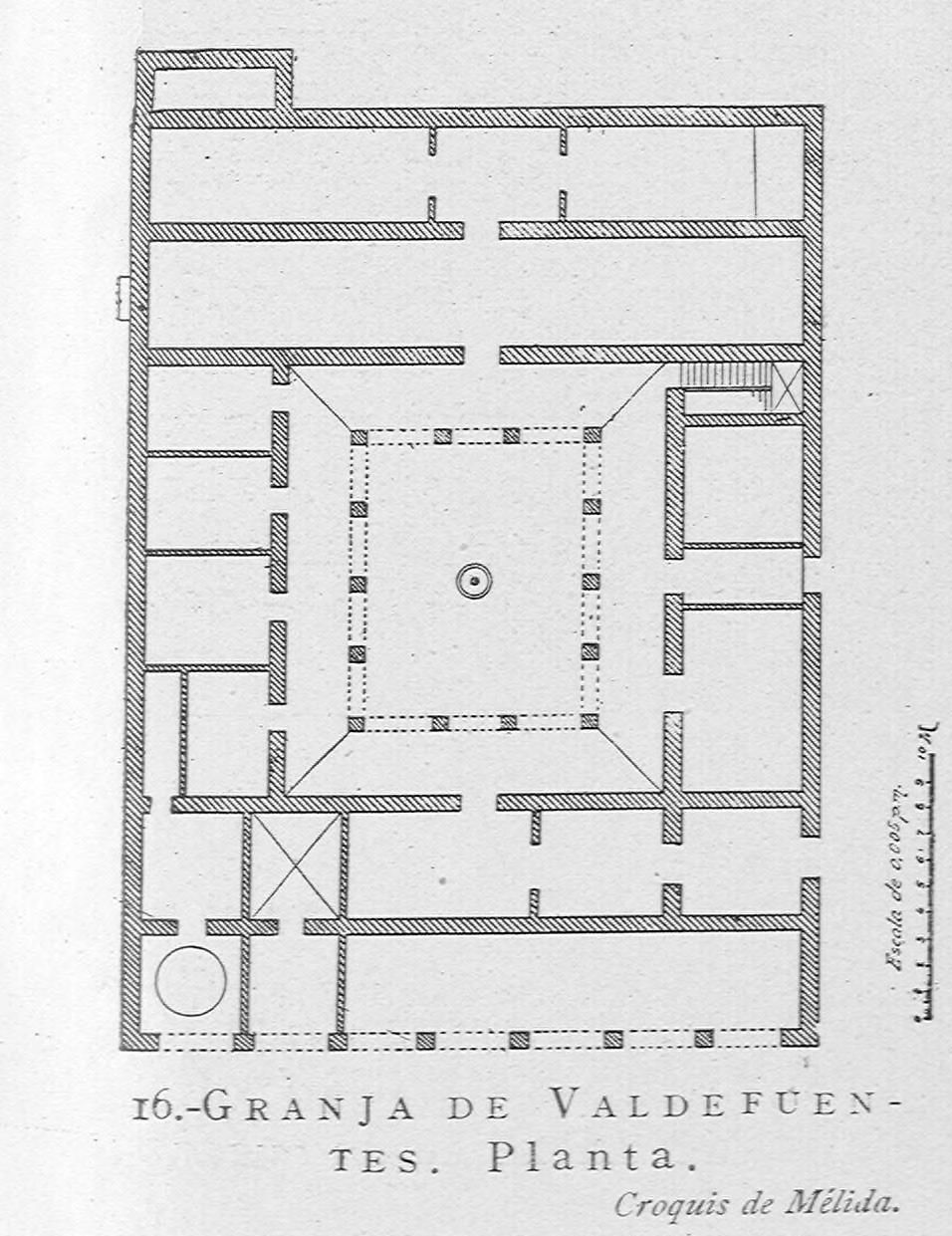
Planta del inmueble

Fue residencia de placer de los monjes jerónimos del monasterio de Guadalupe. Es una obra gótica según Vicente Lámperez y Romea a la «manera guadalupense» (fábrica de ladrillo recubierta de mortero).
Un pórtico y una loggia encima preceden al patio y a las crujías que forman la planta, rectangular. El patio es de arcadas renacentistas, con dos pisos.
Aparte de las dependencias generales, cuenta con una capilla con artesonado gótico-mudéjar. El edificio original se remontaría a tiempos del padre Yáñez (fallecido en 1412), pero entre 1551 y 1554 fue reformado, obras a las que se adscribe el patio.
El 3 de junio de 1931, durante la Segunda República, fue declarada monumento histórico-artístico perteneciente al tesoro nacional, mediante un decreto publicado el día siguiente en la Gaceta de Madrid, con la rúbrica del presidente del Gobierno provisional, Niceto Alcalá-Zamora, y del ministro de Instrucción Pública y Bellas Artes, Marcelino Domingo. En la actualidad cuenta con el estatus de bien de interés cultural.